# Hagström Jimmy
Hagström Jimmy är en halvakustisk gitarr byggd av Hagström i samarbete med den amerikanske mästergitarrbyggaren Jimmy D'Aquisto och var den första gitarren som D'Aquisto serieproducerade.

## 1969–1979
Jimmy introducerades 1969 som en nedskalad halvakustisk gitarr med 16" kropp, både smalare och tunnare än en normal jazzgitarr. Den hade ett välvt lock av laminerad gran, två okantade f-hål, kropp och hals av björk och en greppbräda i jakaranda. Kroppsformen liknade mer Hagström Swede än Hagströms andra halvakustiska gitarrer, Hagström Viking, eftersom den till skillnad från Viking bara hade en cutaway och den var också den första modellen som utrustades med det asymmetriska "våg"-huvudet som sedan dess blev standard på nästan alla Hagströms gitarrer. Gitarren var utrustad med två humbucker pickuper. Kropparna levererades av Bjärton och Hagström hade för avsikt att låta Bjärton serieproducera gitarren av någon anledning blev det inte så, och endast 480 kom att produceras i denna serie. Det hävdas ofta att anledningen till att gitarrerna inte kunde sättas i serieproduktion var att Bjärton skulle gått omkull, men det stämmer inte. Bjärton gick inte omkull förrän långt senare och Hagström marknadsförde deras akustiska gitarrer långt efter 1969.
1976 kallades D'Aquisto åter in för att göra en del förbättringar och få Jimmy tillbaka i produktion. Vid återintroduktionen hade Jimmy ett något mer konventionellt plektrumskydd, kropp helt i laminerad björk och en hals bestående av två björkdelar laminerade på varsin sida av en mahognyremsa. På huvudet sattes ett inlägg med texten "Designed by Jimmy D'Aquisto". 
1977 lanserades ytterligare en version, nu med ett ovalt ljudhål under strängarna i stället för f-hål, och med en enda humbucker.
Fram till 1979 då serien lades ned tillverkades totalt 1207 Jimmygitarrer med f-hål och ca 356 med det runda ljudhålet.

## 2004 och framåt
Vid rekonstruktionen av varumärket Hagström återintroducerades Jimmy under namnet HJ med vissa förändringar. Dessa gitarrer producerades i Kina av med lönnkropp istället för björk, och utan "Designed by Jimmy D'Aquisto"-intarsian på huvudet. HJ-serien finns i ett antal modeller: HJ-550, HJ-500, HJ-500 Tremar, HJ-600 och HJ-800 (fram till 2009). HJ-500 Tremar har Tremar svajstall, och HJ-800 har 635 (25") skallängd.